# Megalagrion xanthomelas
Megalagrion xanthomelas – gatunek ważki z rodziny łątkowatych (Coenagrionidae). Występuje w Oceanii – jest endemitem Hawajów.